# سنگاچین
سنگاچین (آوانگاری: Sangāčin) روستایی از توابع بخش مرکزی شهرستان بندر انزلی در استان گیلان ایران است.

## جمعیت
این روستا در دهستان چهارفریضه قرار دارد و براساس سرشماری مرکز آمار ایران در سال ۱۳۸۵، جمعیت آن ۲٬۴۲۱ نفر (۷۰۸خانوار) بوده است.

## ویژگی‌های طبیعی

### موقعیت جغرافیایی
روستای سنگاچین روستایی خطی است که در منطقه‌ای جلگه‌ای و در طول جغرافیایی ۴۹٫۲۹۸۳۷ شرقی و عرض جغرافیایی ۳۷٫۵۲۲۸۸ شمالی قرار گرفته است. سنگاچین از شرق به روستای بشمن، از غرب به روستای کوچک محله، از شمال به دریای کاسپین و از جنوب به تالاب انزلی متصل است. فاصله این روستا تا انزلی در حدود ۱۲ کیلومتر است.

موقعیت جغرافیایی روستای سنگاچین، بسیار خاص و کم‌نظیر است؛ از این جهت که در این ناحیه، فاصلهٔ دریای کاسپین با تالاب بین‌المللی انزلی، به کم‌ترین میزان خود می‌رسد. این ویژگی سبب شده تا روستای سنگاچین، همواره نقشی راهبردی در منطقه ایفا کند و مورد توجه گردشگران و مردم شهرهای اطراف قرار گیرد.

## فرهنگ

### زبان
در روستای سنگاچین همانند دیگر نقاط شهرستان انزلی، زبان گیلکی رایج است.

### مذهب
مردم روستای سنگاچین مسلمان هستند و مذهب آنها نیز تشیّع است. مرقد مطهر امامزاده ابراهیم (ع) در روستای سنگاچین قرار دارد. این بقعه متبرکه در مجاورت جاده اصلی و در ساحل دریای خزر قرار دارد و به دلیل قرار داشتن در نزدیکی جاده اصلی امکان توسعه حرم وجود ندارد. روستای سنگاچین دارای ۲ مسجد است که یکی مسجد امام حسین (ع) بوده و در پایین جاده و درون محل قرار دارد و دیگری نیز مسجد جامع سنگاچین است که در بالای جاده و جوار مرقد مطهر امامزاده ابراهیم (ع) و آرامستان و گلزار شهدای سنگاچین قرار دارد. از جمله مهم‌ترین مراسم‌های مذهبی که در این روستا برگزار می‌شود، مراسم دهه محرم است. همه ساله جوانان غیور روستای سنگاچین، این دهه مقدس را گرامی داشته و ارزش‌های واقعه کربلا را زنده نگاه می‌دارند.

### مشاهیر
روستای سنگاچین، از دیرباز زادگاه بسیاری از فرهیختگان بوده و در طول تاریخ، افراد برجسته زیادی به خود دیده است. از جمله این مشاهیر می‌توان به موارد زیر اشاره کرد:
- رجبعلی امیری فلاح

استاد رجبعلی امیری فلاح (۱۲۸۰ سنگاچین، بندرانزلی - ۱۵ آذر ۱۳۷۳ تهران) خواننده و ترانه‌سرای اهل گیلان بود. وی بسیار بااستعداد و خوش صدا بود و قرآن را با صدای خوش می‌خواند. امیری به علت از دست دادن پدر و مادر در ابتدای نوجوانی وارد کسب و کار محلی یعنی زراعت و صیادی گردید و از این به بعد صدای زمزمه امیری به صورت خواندن آوازهای بجارکاری، بجار کتامی و اشعار شرفشاهی به گوش اهالی رسید و همه از صدای زیبای وی لذّت می‌بردند. ایشان پس از رفتن به تهران، فعالیت‌های فرهنگی هنری مختلفی از جمله برنامه زنده در رادیو نیروی هوایی داشتند تا اینکه به تدریس موسیقی و تعلیم‌آوازی روی آوردند و در این کلاس‌ها بزرگان آوازی همچون محمودی خوانساری، استاد محمدرضا شجریان و اکبر گلپایگانی تلمّذ نمودند.
- فرشید سلمان پور

فرشید سلمان پور متولد سال ۱۳۴۳ در روستای سنگاچین شهرستان بندر انزلی است. او اولین مربی تیم ملی بادبانی ایران بود. ورزش را از روستای سنگاچین و با شنا، فوتبال و ورزشهای رزمی و آبی شروع کرد. از آنجایی که برادرش مربی تیم ملی قایقرانی بود از ۱۷ سالگی ورزش حرفه‌ای را آغاز کرد؛ که البته رشته اصلی او شنای ۲۵ کیلومتر بود که در ایران، این رشته ورزشی تیمی ندارد. از جمله افتخارات او می‌توان به دو دوره قهرمان نجات غریق خاور میانه، دو قهرمانی استان به عنوان مربی نجات غریق تیم سنگاچین، مربی نجات غریق تیم ملی در مسابقات خاورمیانه و رکوردهای جهانی متعدد ثبت شده در کتاب گینس اشاره کرد.

## اقتصاد روستا
شغل عمده مردم سنگاچین، ماهیگیری می‌باشد که در کنار آن به کشاورزی می‌پردازند اما امروزه با توسعه صنعت گردشگری، عدّه ای هم به تأسیس هتل‌های کوچک و مهمانپذیر پرداخته‌اند. توسعه گردشگری در این منطقه موجب رشد سطح اقتصادی مردم شده و مشاغل مختلفی از جمله رستوران داری، پلاژ داری، اجاره قایق و جت اسکی، خدمات فنی اتوموبیل، قایقرانی در تالاب و … به وجود آورده است. پرورش کرم ابریشم نیز از جمله مشاغلی است که اهالی سنگاچین در کنار صیادی و کشاورزی و در فصول خاصی از سال به آن می‌پردازند که متأسفانه در سال‌های اخیر به دلیل زحمت فراوان و درآمد پایین این کار، کمتر به آن پرداخته می‌شود.

## وجه تسمیه روستای سنگاچین
حسن دادرس، مدرس دانشگاه و کارشناس ارشد جغرافیای گیلان، در گفت‌وگو با خبرگزاری دانشجویان ایران(ایسنا) - منطقه گیلان گفت: کلمه سنگاچین از دو کلمه سنگ و آچین به معنی چیدن سنگ‌ها به وجود آمده و سنگ‌فرش کردن جاده را معنی می‌دهد. وی با اشاره به اینکه سنگاچین دارای معادن شن و ماسه بود که برای سنگ‌فرش کردن جاده‌ها به کار می‌رفت، تصریح کرد: به دلیل برداشت‌های بی‌رویه در حال حاضر معادن معدودی به چشم می‌خورد.